# Брезирование
Брезирование (фр. Braiser — тушить) — способ тепловой кулинарной обработки мяса (овощей) после предварительного обжаривания, вариант тушения — приготовление продукта, частично погруженного в жидкость, при очень слабом кипении. Результат брезирования отличается от тушёного своей сочностью. После брезирования продукт иногда обливается оставшимся жиром и обваривается в духовом шкафу с образованием глянцевой поверхности.